# Algirdas Butkevičius
Algirdas Butkevičius, född 19 november 1958 i Paežeriai i Šiauliai län, är en litauisk politiker som var Litauens premiärminister från den 13 december 2012 till den 22 november 2016. Han är partiledare för Litauens socialdemokratiska parti sedan 2009 och var 2004 till 2005 finansminister och minister för transport och kommunikationer 2006 till 2008.